# 最高执政团

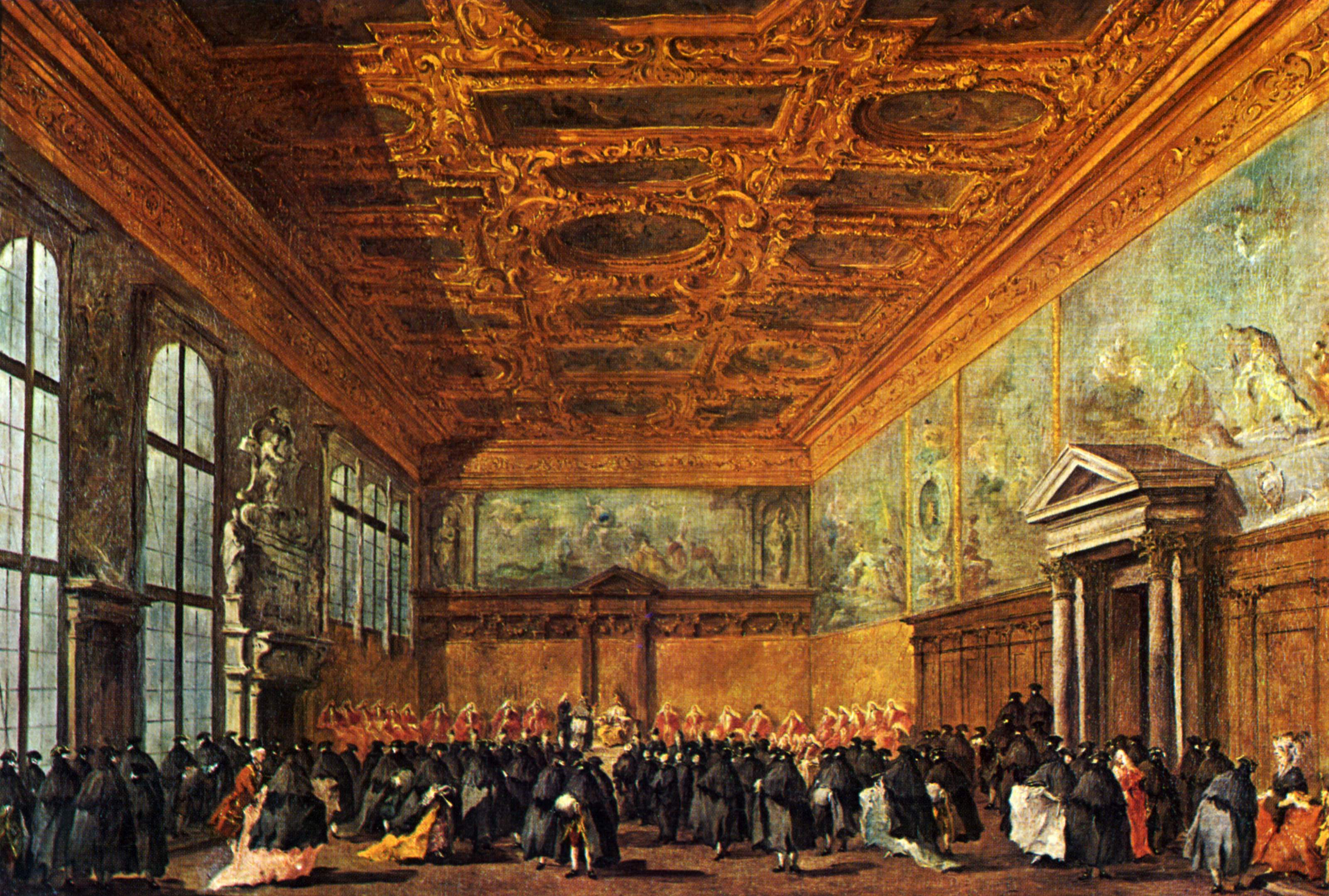
Francesco Guardi, "The audience allowed by the Doge of Venice in the hall of the Collegio in Palazzo Ducale", painting on canvas, Musée du Louvre, Paris

威尼斯最高执政团（Serenissima Signoria）是威尼斯共和国行政系统中的最高级的组成部分。在1423年之前，这个机关也被称作“威尼斯布政司”（Commune Veneciarum），是威尼斯共和国第67任总督克里斯托费洛·莫洛在1462年5月12日的颁布的总督法令中正式将这个机关以“最高执政团”之名固定下来。最高行政团对威尼斯共和国的掌控长达近一千年的时间，他们代表了共和国的最高权力，其中也包括了总督的权力。随着权力的不断扩大，越来越多的机构首脑加入其中，由此，最高执政团也可以被看做是威尼斯总督和所有相关权力机构的集合体。

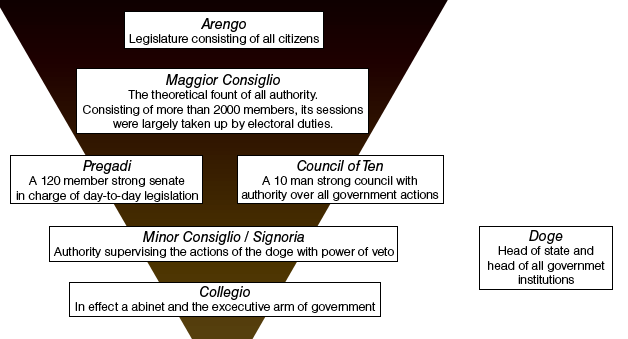
威尼斯共和国政府结构图解

## 最高执政团成员
其中包括的人物有十人：
- 威尼斯总督：共和国最高元首。
- 内阁：1175年建立，由六位总督的顾问组成。
- 法官：一般是来自四十人议会中三位主要领导者，在四十人议会改革后，三人应均为法官，代表威尼斯最高司法机关。

最高执政团作为共和国政府组成部分，甚至远比总督本人更为重要。甚至在总督的葬礼上，会有专门一句话来表述执政团的重要性：
|  | 总督虽逝，执政团永存。 |

拉丁原文为:
|  | si è morto il Doge, no la Signoria. |